# Hermetia fimbriata
Hermetia fimbriata är en tvåvingeart som först beskrevs av Lindner 1931.  Hermetia fimbriata ingår i släktet Hermetia och familjen vapenflugor. Inga underarter finns listade i Catalogue of Life.